# Tatiana Salem Levy
Tatiana Salem Levy, född 24 januari 1979 i Lissabon, Portugal är en brasiliansk författare och översättare bosatt i Rio de Janeiro. 

## Biografi
Salem Levy föddes 1979 i Lissabon och bor sedan 2012 i Rio de Janeiro. Hennes föräldrar hade flytt från militärdiktaturen i Brasilien och flyttade tillbaka på 1980-talet. Hennes morföräldrar var sefarder och bosatta i Turkiet. Salem Levy har studerat vid Federala universitetet och Katolska universitetet i Rio de Janeiro och blev 2002 filosofie doktor i litteraturvetenskap.
Levy, vars roman A Chave de Casa har översatts till flera språk. har deltagit i flera internationella bokmässor, bland annat Bokmässan i Göteborg 2019.